# Charles Zacharie Bowao
Charles Zacharie Bowao, né le 4 décembre 1957 est un professeur universitaire et une personnalité politique congolaise. 
Ancien membre du bureau politique du Parti congolais du travail (PCT), dont il démissionne le 25 septembre 2015, Charles Zacharie Bowao sert le gouvernement congolais de 2007 à 2012 en qualité de ministre chargé de la Coopération, de l’Action humanitaire et de la Solidarité (2007 – 2009) puis en tant que ministre chargé de la Défense (2009-2012).
Il occupe également la fonction de Secrétaire Général Adjoint du gouvernement de mars 1999 à mars 2007. 
Charles Zacharie Bowao est membre fondateur de l'Initiative pour la démocratie au Congo (IDC), créée le 1er août 2015. Il est président de la Coordination de l'opposition IDC-FROCAD.

## Biographie

### Formation
Charles Zacharie Bowao est titulaire d'un doctorat d'État ès lettres et sciences humaines de l'Université Cheikh-Anta-Diop de Dakar.

### Fonctions gouvernementales
En janvier 1998, Charles Zacharie Bowao est nommé coordinateur adjoint du Forum national pour la réconciliation, l’unité, la démocratie et la reconstruction du Congo qui fixe une période de transition de trois ans avant le retour à la normalité institutionnelle.
Il est ensuite nommé membre de la Commission constitutionnelle mise en place et participe à l’élaboration de l’avant-projet de la Constitution du 20 janvier 2002. Il favorise un large consensus citoyen à l’occasion de débats décentralisés, notamment lors de la Convention nationale du dialogue national de mars-avril 2001.
Le président Denis Sassou Nguesso le nomme secrétaire général adjoint du gouvernement en mars 1999, poste qu’il occupera jusqu’en mars 2007.
En parallèle de son implication dans la rédaction et la mise en place de la Constitution du 20 janvier 2002, Charles Zacharie Bowao est nommé rapporteur général de la Commission nationale des élections (CONEL) dans le cadre des élections présidentielles de 2002.
En mars 2007, il est nommé ministre chargé de la Coopération, de l’Action humanitaire et de la Solidarité.
En 2009, Charles Zacharie Bowao participe activement à la campagne du président Denis Sassou Nguesso en vue de l’élection présidentielle de 2009, en mettant en place les programmes « Nouvelle Espérance » et « Chemin d’Avenir ». À la suite de la réélection du Président, il devient ministre chargé de la Défense nationale. Il n’est pas reconduit dans ses fonctions lors du remaniement ministériel du 25 septembre 2012.

### Rôle dans l'opposition
Charles Zacharie Bowao est l’une des voix qui porte la nouvelle majorité républicaine, qui a vu le jour à la suite de l'accord de partenariat entre l’IDC et le FROCAD le 22 août 2015,.
À la suite des messages adressés à la nation par le président Denis Sassou Nguesso - relatifs à sa volonté de changer la Constitution afin de rester à la tête de l'État - en date des 31 décembre 2014 et 30 juin 2015, Charles Zacharie Bowao s'engage dans la lutte pour le respect de l’ordre constitutionnel démocratiquement établi. 
Dans ses deux lettres ouvertes intitulées « Je récuse » et « Je récuse 2 » et adressées au président Denis Sassou Nguesso, Charles Zacharie Bowao indique refuser le changement de la Constitution, laquelle permettrait au Président de se maintenir au pouvoir après le terme légal de son mandat prévu en août 2016. Il estime qu'un tel changement serait juridiquement infondé, politiquement désastreux et socialement explosif.
Membre fondateur de l'Initiative pour la démocratie au Congo (IDC), créée le 1er août 2015 dans le but de rassembler les dissidents de la majorité présidentielle, il encourage et soutient la naissance du Front républicain pour le respect de l’ordre constitutionnel et l’alternance démocratique (FROCAD) qui regroupe les opposants traditionnels au PCT et au président Denis Sassou Nguesso.
Charles Zacharie Bowao démissionne du bureau politique du Parti congolais du travail (PCT) le 25 septembre 2015 et appelle le peuple congolais à faire front contre le coup d’État constitutionnel en cours après l'annonce d'une consultation référendaire sur l'adoption d'une nouvelle constitution par le Président Sassou Nguesso le 22 septembre 2015. L’annonce de la date du Référendum est fixée au 25 octobre 2015. Charles Zacharie Bowao rejette fermement ce référendum. Il appelle le peuple congolais à la désobéissance civile et citoyenne.
À la suite de la promulgation des résultats officiels annonçant une victoire du « oui » avec 92,96 % des suffrages, Charles Zacharie Bowao dénonce les résultats du référendum constitutionnel du 25 octobre 2015 jugeant que les Congolais avaient largement boudé les urnes et que le scrutin s’était déroulé dans des conditions de libertés, de transparence et de régularité inacceptables signant la fin de la légitimité, de la crédibilité et de la légalité du président Denis Sassou Nguesso. Le référendum a également été le théâtre d’affrontements entre forces de l’ordre et manifestants ayant provoqué la mort de 4 personnes.
En décembre 2015, Charles Zacharie Bowao annonce son retour imminent au Congo-Brazzaville dans l’objectif de fédérer tous les acteurs de la classe politique congolaise.
En janvier 2016, lors de la Convention de l’opposition organisée à l’initiative de Charles Zacharie Bowao, il est élu à l’unanimité par l’alliance IDC / FROCAD afin de mettre en place une stratégie commune et coordonnée de l’opposition. Il réunit par la suite les candidats pour la signature de la Charte de la Victoire le 29 février 2016.
Après avoir dénoncé le caractère illégitime de la Commission nationale indépendante électorale mise en place par le gouvernement, Charles Zacharie Bowao annonce la création d’une Commission technique électorale (CTE) en mars 2016.

### Enseignement
Il est notamment intervenu en qualité de professeur titulaire dans les universités de Dakar (Sénégal), de Lille (France), de Libreville (Gabon), de Lomé (Togo) et de Cotonou (Bénin). Il donne de nombreuses conférences dans différentes universités, notamment dans les universités de Fribourg (Suisse) et de Bordeaux (France).

## Prix et distinctions
- Chevalier de l’ordre international des Palmes académiques du CAMES[29]
- Officier dans l’ordre du Mérite congolais